# سیس‌پلاتین
سیس پلاتین (به انگلیسی: Cisplatin)
رده درمانی: داروهای ضدنئوپلاسم آلکیله کننده
اشکال دارویی: آمپول

## موارد مصرف
سیس پلاتین برای درمان سرطان‌ها مانند بسیاری از انواع سارکوماها و کارسینوماها بکار میرود. در سرطان ریه، سرطان تخمدان، لنفوم و Germ cell tumor (به ویژه سرطان بیضه).

## مکانیسم اثر
سیس پلاتین با آلکیله کردن DNA مانند سایر عوامل آلکیله‌کننده یک گروه آلکیل (CnH2n+۱) را به مولکول DNA پیوند میدهد و با این روش مانع همانندسازی DNA می‌شود.

## عوارض جانبی
اصولاً داروهای شیمی درمانی پرعارضه‌اند.
سیسپلاتین میتواند مدفوع را تیره کند
خون در ادرار یا مدفوع
تغییر در حجم ادرار و کم و زیاد شدن حجم ادرار
سختی در تنفس
لرز و تب